# Internationale Friedensfahrt 1971
Die 24. Internationale Friedensfahrt (Course de la paix) war ein Radrennen, das vom 6. bis zum 21. Mai 1971 ausgetragen wurde.
Die 24. Auflage dieses Radrennens bestand aus 14 Einzeletappen und führte auf einer Gesamtlänge von 1895 km von Warschau über Berlin nach Prag. Mannschaftssieger war die UdSSR. Der beste Bergfahrer war Jan Van De Wiele aus Belgien. Das Violette Trikot des aktivsten Fahrers gewann Wladislaw Neljubin aus der Sowjetunion.

## Alle Teams und Fahrer
Insgesamt starteten 117 Fahrer aus 17 Ländern zur ersten Etappe in Warschau. Teilnehmende Nationen waren Polen, Vereinigtes Königreich, Schweiz, Tschechoslowakei, Algerien, Finnland, UdSSR, Belgien, Dänemark, DDR, Bulgarien, Rumänien, Norwegen, Italien, Ungarn, Frankreich und Marokko. Alle Mannschaften traten mit sieben Fahrern an, nur Norwegen startete mit lediglich fünf Fahrern.
| 1 – Zenon Czechowski 2 – Andrzej Kaczmarek 3 – Zbigniew Krzeszowiec 4 – Wojciech Matusiak 5 – Józef Mikolajczyk 6 – Krzysztof Stec 7 – Ryszard Szurkowski |

| 08 – Phil Carnall 09 – Geoffrey Dutton 10 – Owen Mellor 11 – John Sutcliffe 12 – David Voce 13 – Tom Mullins 14 – Rickey Garcia |

| 15 – Alfred Schurter 16 – Kurt Zweiacker 17 – Marc Riegendinger 18 – Ruedi Frank 19 – Hansruedi Keller 20 – Othmar Huber 21 – Hansruedi Spannagel |

| 22 – Rudolf Labus 23 – Alois Holík 24 – Vlastimil Moravec 25 – Dušan Zeman 26 – Petr Hladík 27 – Petr Matoušek 28 – Jiří Mainuš |

| 29 – Madjid Hamza 30 – Nour-Eddin Hamza 31 – Mohamed Yeddou 32 – Belkacem Chibane 33 – Aresti Chibane 34 – Ali Demerdji 35 – Mohamed Benkerri |

| 36 – Harry Hannus 37 – Eero Karhu 38 – Mauno Uusivirta 39 – Tapani Vuorenhela 40 – Kalevi Eskelinen 41 – Juhani Helenius 42 – Pekka Hovi |

| 43 – Wladimir Sokolow 44 – Wassili Belousow 45 – Alexander Gusjatnikow 46 – Ringold Kalnieks 47 – Anatoli Starkow 48 – Juri Osynzew 49 – Wladislaw Neljubin |

| 50 – Marc Demeyer 51 – Theo Fierens 52 – Marcel Omloop 53 – Ludo Van Staeyen 54 – Ludo Van Der Linden 55 – Jan Van De Wiele 56 – Guido Van Sweevelt |

| 57 – Jørgen Timm 58 – Palle Sørensen 59 – Sören Struve 60 – Gert Madsen 61 – Jørgen Poulsen 62 – Peter Hove 63 – Ryland Kehlet |

| 64 – Siegfried Huster 65 – Bernd Knispel 66 – Dieter Mickein 67 – Karl-Heinz Miersch 68 – Axel Peschel 69 – Dieter Voigtländer 70 – Wolfgang Wesemann |

| 71 – Wesko Kutujew 72 – Wesko Michailow 73 – Manol Manolow 74 – Dimitar Chadshiew 75 – Iwan Jordanow 76 – Iwan Stefanow 77 – Michail Tanew |

| 78 – Teodor Vasile 79 – Vasile Selejan 80 – Constantin Grigore 81 – Stefan Suciu 82 – Nicolae Ciumeti 83 – Alexandru Sofronie 84 – Nicolae David |

| 85 – Asbjørn Berger 86 – Leif Espeland 87 – Torbjörn Rostad 88 – nicht vergeben 89 – Oleiv Valskar 90 – Edward Öfsti 0 |

| 92 – Franco Ongarato 93 – Giuseppe Maffeis 94 – Franco Balduzzi 95 – Tullio Rossi 96 – Mario Corti 97 – Enrico Camanini 98 – Giorgio Ghezzi |

| 099 – Imre Géra 100 – György Rajnai 101 – Desző Szemethi 102 – István Hirth 103 – Jószef Fülöp 104 – József Peterman 105 – János Sipos |

| 106 – Hubert Arbès 107 – Philippe Bodier 108 – Etienne Bouhiron 109 – Michel Coroller 110 – Michel Edet 111 – Francois Quillon 112 – Daniel Yon |

| 113 – Abderrahman Farak 114 – Mohamed el Farouki 115 – Mustapha Nejjari 116 – Mustafa Bandoula 117 – Habib Benqadi 118 – Abdullah Zerraf 119 – Seilam Turqui |

## Details
| Ergebnis | Ergebnis           | Ergebnis      | Ergebnis | Ergebnis |
| -------- | ------------------ | ------------- | -------- | -------- |
| Erster   | Ryszard Szurkowski | ø 41,0 km/std | Polen    |          |
| Zweiter  | Zenon Czechowski   |               | Polen    |          |
| Dritter  | Anatoli Starkow    |               | UdSSR    |          |

|  |  |  |

| Etappe     | Start – Ziel                        | Etappensieger                | Etappen- länge | Fahrzeit |
| ---------- | ----------------------------------- | ---------------------------- | -------------- | -------- |
| 01. Etappe | Rund um Warschau                    | Franco Ongarato Italien      | 108 km         | 2:21:34  |
| 02. Etappe | Nieporęt – Włocławek                | Ludo Van Der Linden Belgien  | 165 km         | 3:25:18  |
| 03. Etappe | Mielżyn – Poznań                    | Marcel Omloop Belgien        | 165 km         | 3:31:00  |
| 04. Etappe | Międzyrzecz – Szczecin              | Franco Balduzzi Italien      | 160 km         | 3:33:31  |
| 05. Etappe | Szczecin – Berlin                   | Marc Demeyer Belgien         | 156 km         | 3:39:07  |
| 06. Etappe | Berlin – Cottbus                    | Dieter Mickeïn DDR           | 141 km         | 3:25:53  |
| 07. Etappe | Cottbus – Görlitz                   | Zenon Czechowski Polen       | 135 km         | 3:17:42  |
| 08. Etappe | Bischofswerda – Dresden             | Ryszard Szurkowski Polen     | 036 km         | 49:39    |
| 09. Etappe | Dresden – Zwickau                   | Marc Demeyer Belgien         | 138 km         | 3:38:45  |
| 10. Etappe | Zwickau – Sokolov                   | Zbigniew Krzeszowiec Polen   | 122 km         | 3:24:41  |
| 11. Etappe | Sokolov – Ústí nad Labem            | Dušan Zeman Tschechoslowakei | 166 km         | 4:21:36  |
| 12. Etappe | Ústí nad Labem – Jablonec nad Nisou | Giorgio Ghezzi Italien       | 148 km         | 4:05:54  |
| 13. Etappe | Rund um Liberec                     | Guido Van Sweevelt Belgien   | 108 km         | 2:55:17  |
| 14. Etappe | Liberec – Praha                     | Ryszard Szurkowski Polen     | 141 km         | 3:32:20  |

Die 8. Etappe war ein Zeitfahren in Form zweier Halbetappen. Nach den 33 km von Bischofswerda nach Dresden folgte dort noch ein 3 km langes Bergzeitfahren.